# Zakhele Lepasa
Zakhele Lerato Lepasa (Soweto, 19 marzo 1997) è un calciatore sudafricano, attaccante dell'Orlando Pirates e della nazionale sudafricana.

## Carriera

### Club
Ha giocato nella prima divisione sudafricana.

### Nazionale
Nel 2024 è stato convocato per la Coppa d'Africa.

## Statistiche

### Cronologia presenze e reti in nazionale
| Cronologia completa delle presenze e delle reti in nazionale ― Sudafrica | Cronologia completa delle presenze e delle reti in nazionale ― Sudafrica | Cronologia completa delle presenze e delle reti in nazionale ― Sudafrica | Cronologia completa delle presenze e delle reti in nazionale ― Sudafrica | Cronologia completa delle presenze e delle reti in nazionale ― Sudafrica | Cronologia completa delle presenze e delle reti in nazionale ― Sudafrica | Cronologia completa delle presenze e delle reti in nazionale ― Sudafrica | Cronologia completa delle presenze e delle reti in nazionale ― Sudafrica |
| Data                                                                     | Città                                                                    | In casa                                                                  | Risultato                                                                | Ospiti                                                                   | Competizione                                                             | Reti                                                                     | Note                                                                     |
| ------------------------------------------------------------------------ | ------------------------------------------------------------------------ | ------------------------------------------------------------------------ | ------------------------------------------------------------------------ | ------------------------------------------------------------------------ | ------------------------------------------------------------------------ | ------------------------------------------------------------------------ | ------------------------------------------------------------------------ |
| 2-6-2019                                                                 | KwaMashu                                                                 | Sudafrica                                                                | 2 – 2 dts (4 – 5 dtr)                                                    | Botswana                                                                 | Coppa COSAFA 2019 - Quarti di finale                                     | -                                                                        | 58’                                                                      |
| 4-8-2019                                                                 | Soweto                                                                   | Sudafrica                                                                | 0 – 3                                                                    | Lesotho                                                                  | Qual. CHAN 2020                                                          | -                                                                        |                                                                          |
| 24-9-2022                                                                | Johannesburg                                                             | Sudafrica                                                                | 4 – 0                                                                    | Sierra Leone                                                             | Amichevole                                                               | -                                                                        | 84’                                                                      |
| 17-11-2022                                                               | Mbombela                                                                 | Sudafrica                                                                | 2 – 1                                                                    | Mozambico                                                                | Amichevole                                                               | -                                                                        | 89’                                                                      |
| 20-11-2022                                                               | Mbombela                                                                 | Sudafrica                                                                | 1 – 1                                                                    | Angola                                                                   | Amichevole                                                               | 1                                                                        | 71’                                                                      |
| 28-3-2023                                                                | Monrovia                                                                 | Liberia                                                                  | 1 – 2                                                                    | Sudafrica                                                                | Qual. Coppa d'Africa 2023                                                | 1                                                                        | 48’                                                                      |
| 17-6-2023                                                                | Johannesburg                                                             | Sudafrica                                                                | 2 – 1                                                                    | Marocco                                                                  | Qual. Coppa d'Africa 2023                                                | 1                                                                        | 77’                                                                      |
| 12-9-2023                                                                | Soweto                                                                   | Sudafrica                                                                | 1 – 0                                                                    | RD del Congo                                                             | Amichevole                                                               | -                                                                        | 69’                                                                      |
| 13-10-2023                                                               | Johannesburg                                                             | Sudafrica                                                                | 0 – 0                                                                    | eSwatini                                                                 | Amichevole                                                               | -                                                                        | 75’                                                                      |
| 18-11-2023                                                               | Durban                                                                   | Sudafrica                                                                | 2 – 1                                                                    | Benin                                                                    | Qual. Mondiali 2026                                                      | -                                                                        | 52’                                                                      |
| 21-11-2023                                                               | Butare                                                                   | Ruanda                                                                   | 2 – 0                                                                    | Sudafrica                                                                | Qual. Mondiali 2026                                                      | -                                                                        | 52’                                                                      |
| 10-1-2024                                                                | Pretoria                                                                 | Sudafrica                                                                | 0 – 0                                                                    | Lesotho                                                                  | Amichevole                                                               | -                                                                        | Uscita                                                                   |
| 16-1-2024                                                                | Korhogo                                                                  | Mali                                                                     | 2 – 0                                                                    | Sudafrica                                                                | Coppa d'Africa 2023 - 1º turno                                           | -                                                                        | 73’                                                                      |
| 21-1-2024                                                                | Korhogo                                                                  | Sudafrica                                                                | 4 – 0                                                                    | Namibia                                                                  | Coppa d'Africa 2023 - 1º turno                                           | -                                                                        | 80’                                                                      |
| 24-1-2024                                                                | Korhogo                                                                  | Sudafrica                                                                | 0 – 0                                                                    | Tunisia                                                                  | Coppa d'Africa 2023 - 1º turno                                           | -                                                                        | 84’                                                                      |
| 30-1-2024                                                                | San-Pédro                                                                | Marocco                                                                  | 0 – 2                                                                    | Sudafrica                                                                | Coppa d'Africa 2023 - Ottavi di finale                                   | -                                                                        | 72’                                                                      |
| 3-2-2024                                                                 | Yamoussoukro                                                             | Capo Verde                                                               | 0 – 0 dts (1 – 2 dtr)                                                    | Sudafrica                                                                | Coppa d'Africa 2023 - Quarti di finale                                   | -                                                                        | 103’                                                                     |
| 7-2-2024                                                                 | Bouaké                                                                   | Nigeria                                                                  | 1 – 1 dts (4 – 2 dtr)                                                    | Sudafrica                                                                | Coppa d'Africa 2023 - Semifinale                                         | -                                                                        | 75’ 117’                                                                 |
| 10-2-2024                                                                | Abidjan                                                                  | Sudafrica                                                                | 0 – 0 (6 – 5 dtr)                                                        | RD del Congo                                                             | Coppa d'Africa 2023 - Finale 3º posto                                    | -                                                                        | 89’                                                                      |
| Totale                                                                   |                                                                          | Presenze                                                                 | 19                                                                       |                                                                          | Reti                                                                     | 3                                                                        |                                                                          |

## Palmarès

### Club

#### Competizioni nazionali
- Coppa del Sudafrica: 1

Orlando Pirates: 2023-2024
- MTN 8: 3

Orlando Pirates: 2022, 2023, 2024

### Individuale
- Miglior giocatore della MTN 8: 1

2024